# Gaius Silius Aulus Caecina Largus
Gaius Silius Aulus Caecina Largus was een kleinzoon van Aulus Caecina Largus Volaterannus, een vertrouwd agent van Octavianus, als zoon van Publius Silius Gaius Caecina, het zij door adoptie of door diens huwelijk.
Hij is in 13 - als consul ordinarius - bevriend geraakt met Germanicus, Tiberius’ adoptiezoon, onder wiens bevel hij sinds 13 handelt als legatus Augustus pro praetore van het exercitus Germanicus superior. In 14 kan hij zonder enig probleem zijn leger de eed laten afleggen aan Tiberius.
Hij nam deel aan Germanicus’ veldtochten tegen de Germanen in 15 en 16, waar hij zich onderscheidde. In 16 stootte hij door in het gebied van de Chatten. Als in 21 Julius Sacrovir in opstand komt, wordt Silius - die tegen hem optrekt - ingesloten voor Augustodunum. In 24 werd hij door de zoon van een legatus van het exercitus Germanicus superior die bij deze twist was omgekomen aangeklaagd bij de Senaat wegens chantage tezamen met Sosia Galla, zijn vrouw. Nog voor hij kon worden veroordeeld, pleegde hij zelfmoord. Wat hij had geërfd van Augustus, werd teruggevorderd voor het patrimonium van Tiberius.